# Rzeczowe aktywa trwałe
Rzeczowe aktywa trwałe – część aktywów trwałych jednostki gospodarczej, które posiadają materialną formę (w odróżnieniu od wartości niematerialnych i prawnych).
Pojęcie rzeczowych aktywów trwałych dokładniej precyzuje Ustawa o Rachunkowości oraz Międzynarodowe Standardy Rachunkowości (tzw. MSR) nr 16.
W skład rzeczowych aktywów trwałych wchodzą:
- środki trwałe,
- środki trwałe w budowie,
- zaliczki na środki trwałe w budowie